# Мифология сериала «Секретные материалы»
Мифология сериала «Секретные материалы», также известная среди фанатов просто как мифология — основная сюжетная линия телесериала «Секретные материалы». Главными героями сериала являются агенты ФБР Фокс Малдер — талантливый сыщик, твёрдо верящий во всё сверхъестественное, и Дана Скалли — врач по образованию и скептик по натуре. Малдер и Скалли работают в отделе ФБР «Секретные материалы» и занимаются загадочными делами, связанными с паранормальными явлениями. В главной сюжетной линии, проходящей сквозной темой через весь сериал, агенты раскрывают тайный заговор секретной правительственной организации — Синдиката, скрывающего присутствие на Земле представителей агрессивной инопланетной цивилизации и свою связь с ними. Главный антагонист сериала — властный и безжалостный убийца по кличке Курильщик, самый активный член Синдиката.

## Структура сериала
Эпизоды сериала «Секретные материалы» делятся на два вида. Часть из них относятся к основной сюжетной линии — мифологии, которая на протяжении всех сезонов идёт к своему логическому завершению и повествует о том, как Малдер и Скалли пытаются раскрыть тайный заговор Синдиката с пришельцами. Подавляющее большинство других серий «Секретных материалов», которые также называют «монстрами недели», рассказывают об отдельных расследованиях Малдера и Скалли, в основном не связанных с «мифологией». Тем не менее, некоторые «монстры недели» косвенно связаны с сюжетными линиями «мифологии», помогая более подробно раскрыть историю заговоров и интриг внутри ФБР и правительства США, личную жизнь главных героев и второстепенных персонажей, и пр.

## Список эпизодов «Мифологии»
Знаком ‡ выделены эпизоды-«монстры недели», имеющие косвенное отношение к мифологии сериала.
- Сезон 1:
  - 1X01 «Пилот»
  - 1X02 «Глубокая Глотка»
  - 1X03 «Узкий»‡
  - 1X04 «Канал»‡
  - 1X10 «Падший ангел»
  - 1X13 «Где-то за морем»‡
  - 1X17 «В.Б.О.»
  - 1X21 «Тумс»‡
  - 1X24 «Колба Эрленмейера»
- Сезон 2:
  - 2X01 «Маленькие зелёные человечки»
  - 2X04 «Бессонный»‡
  - 2X05 «Дуэйн Бэрри»
  - 2X06 «Восхождение»
  - 2X08 «Один вздох»
  - 2X10 «Красный музей»
  - 2X16 «Колония»
  - 2X17 «Конец игры»
  - 2X22 «Ф. Эмаскулата»‡
  - 2X25 «Анасази»
- Сезон 3:
  - 3X01 «Благословенный путь»
  - 3X02 «Скрепка»
  - 3X09 «Нисэй»
  - 3X10 «731»
  - 3X15 «Пайпер Мару»
  - 3X16 «Апокриф»
  - 3X21 «Воплощение»‡
  - 3X24 «Девочка, встань»
- Сезон 4:
  - 4X01 «Раса господ»
  - 4X07 «Мечты Курильщика»
  - 4X08 «Тунгуска»
  - 4X09 «Терма»
  - 4X10 «Бумажные сердечки»‡
  - 4X12 «Леонард Беттс»‡
  - 4X14 «Помни о смерти»
  - 4X17 «Время летит»
  - 4X18 «Макс»
  - 4X21 «Нулевой итог»
  - 4X23 «Демоны»
  - 4X24 «Гефсиманский сад»
- Сезон 5:
  - 5X01 «Возвращение»
  - 5X02 «Возвращение II»
  - 5X03 «Необычные подозреваемые»‡
  - 5X06 «Рождественский гимн»
  - 5X07" Эмили"
  - 5X13 «Пациент «Икс»»
  - 5X14 «Красное и чёрное»
  - 5X15 «Странники»‡
  - 5X20 «Конец»
- Секретные материалы: Борьба за будущее
- Сезон 6:
  - 6X01 «Начало»
  - 6X03 «Треугольник»‡
  - 6X09 «Резолюция Сената № 819»
  - 6X11" Два отца"
  - 6X12 «Один сын»
  - 6X22 «Биогенез»
- Сезон 7:
  - 7X01 «Шестое вымирание»
  - 7X02 «Шестое вымирание II: Любовь к судьбе»
  - 7X04 «Тысячелетие»‡
  - 7X10 «Бытие и время»
  - 7X11 «Закрытие»
  - 7X15 «По-дружески»
  - 7X22 «Реквием»
- Сезон 8:
  - 8X01 «Внутри»
  - 8X02 «Снаружи»
  - 8X07 «Через отрицание»‡
  - 8X11 «Дар»
  - 8X13 «Вручную»
  - 8X14 «Этого не может быть»
  - 8X15 «Живой мертвец»
  - 8X16 «Три слова»
  - 8X17 «Эмпедокл»‡
  - 8X18 «Они идут»
  - 8X20 «Сущность»
  - 8X21 «Существование»
- Сезон 9:
  - 9X01 «Ничего особенного сегодня не случилось»
  - 9X02 «Ничего особенного сегодня не случилось II»
  - 9X06 «Никому не верь»
  - 9X09 «Происхождение»
  - 9X10 «Провидение»
  - 9X15 «Прыжок через акулу»‡
  - 9X16 «Уильям»
  - 9X17 «Освобождение»‡
  - 9X19-9X20 «Истина»
- Секретные материалы: Хочу верить‡
- Сезон 10:
  - 10X01 «Моя борьба»
  - 10X06 «Моя борьба II»
- Сезон 11:
  - 11X01 «Моя борьба III»
  - 11X05 «Гули»
  - 11X10 «Моя борьба IV»

## Сюжет

### Сезон 1
Специальный агент ФБР Дана Скалли получает назначение в отдел «Секретные материалы» — архив таинственных дел, связанных с паранормальными и необъяснимыми явлениями. Ей предстоит работать совместно с агентом Фоксом Малдером, проявляющим специфический интерес ко всякого рода загадочным делам. Скалли поручено собрать подробную информацию о деятельности агента Малдера и «Секретных материалов», которая позволила бы высокому начальству закрыть этот сомнительный проект. Работая совместно с агентом Малдером, первоначально скептически настроенная к его энтузиазму Скалли начинает проникаться значимостью «Секретных материалов». Между агентами устанавливается прочная дружеская связь.
Успешной работе отдела противостоят таинственные могущественные силы в лице человека по кличке Курильщик, желающие скрыть от общественности улики, указывающие на похищения людей инопланетянами. В то же время, на связь с Малдером выходит некий осведомленный человек по кличке Глубокая Глотка, поставляющий агенту обрывки ценной информации, но и предостерегающий его от более глубокого погружения в эти опасные тайны. Несмотря на предостережения, Малдер проявляет повышенную активность, вызванную личной заинтересованностью, так как в детстве он лишился родной сестры Саманты, предположительно похищенной инопланетянами. Посильную помощь в расследованиях «Секретных материалов» оказывает группа оппозиционно настроенных исследователей-конспирологов, называющая себя «Одинокие стрелки».
В ходе своих расследований агенты Малдер и Скалли несколько раз подходят близко к тому, чтобы заполучить доказательства существования внеземных форм жизни: один раз — от похищенного пришельцами уфолога Макса Феннига, другой раз — почти обнаружив захваченный на месте разбившегося НЛО американскими военными инопланетный организм. Однако, каждый раз могущественный противник уничтожает улики, скрывая свою причастность. В конце концов агенты выходят на след ученых, проводящих секретные эксперименты над людьми с применением вируса внеземного происхождения. Однако, ответный удар оказывается сокрушительным: главный информатор Малдера — Глубокая Глотка убит неизвестными, все доказательства уничтожены, а отдел «Секретные материалы» закрывают.

### Сезон 2
После закрытия «Секретных материалов» агенты Малдер и Скалли переведены в разные отделы. Лишившись дела всей своей жизни и ценной помощи погибшего Глубокой Глотки, Малдер теряет веру в то, чем занимался все это время. Однако, получив зашифрованный сигнал внеземного происхождения в обсерватории Аресибо, он вновь загорается поиском истины. Вскоре агент Малдер обретает нового союзника: некий «Икс» предлагает ему свои услуги в качестве информатора. Также Малдер получает нового напарника — молодого агента Алекса Крайчека. Вместе агенты ведут дело бывшего сотрудника ФБР Дуэйна Бэрри, утверждающего, что ранее похищавшие его пришельцы вновь хотят забрать его к себе. Сбежав из психиатрической клиники, Бэрри похищает агента Скалли с целью передачи женщины своим инопланетным похитителям вместо себя. Малдер пытается остановить похитителя, однако не преуспевает: Скалли исчезает, а Дуэйн Бэрри гибнет. Вскоре после этого Малдер выясняет, что Крайчек работает на Курильщика и замешан в исчезновении Скалли. Предъявив доказательства этого своему начальнику — замдиректора Уолтеру Скиннеру, агент Малдер добивается возобновления работы отдела «Секретные материалы».
В отсутствие напарницы Малдер вынужден некоторое время работать над «Секретными материалами» в одиночестве, но вскоре Скалли таинственным образом обнаруживается в одной из вашингтонских клиник. Выйдя из состояния комы, она не в силах вспомнить, что с ней происходило с момента похищения. Воссоединившиеся напарники обнаруживают, что неизвестные проводят эксперименты над людьми в провинциальном городке, прививая им инопланетную ДНК. Чтобы выйти на след заговорщиков, агенты пытаются взять живым человека, убившего Глубокую Глотку, однако тот погибает при задержании. Вскоре после этого Малдер и Скалли сталкиваются с клонами, заявляющими, что они — часть секретного российского эксперимента с генами пришельцев. В это же время домой к Малдеру является молодая женщина, называющая себя его сестрой Самантой. Агенты выясняют, что за клонами-гибридами ведет охоту Инопланетный Охотник — неуязвимый гуманоид, способный менять внешность. Его цель — уничтожить следы пребывания пришельцев на Земле. Девушка, назвавшаяся Самантой, также оказывается клоном и подлежит уничтожению. Малдер пытается воспрепятствовать Инопланетному Охотнику, но оказывается бессилен против него. Истребив всех клонов, пришелец покидает планету, заверив перед этим агента Малдера в том, что настоящая Саманта жива.
Спустя некоторое время в руки агента Малдера попадает цифровая кассета с зашифрованными на языке навахо секретными данными, украденными хакером с базы данных Министерства Обороны США. На кассете предположительно содержатся неоспоримые свидетельства связи тайной правительственной организации — Синдиката с инопланетянами. За важной кассетой начинается настоящая охота, в результате которой Малдер несет личную потерю: нанятый Синдикатом Крайчек убивает его отца — Уильяма Малдера, и пытается убить самого агента. Пытаясь расшифровать секретные данные, агенты ФБР оказываются в резервации индейцев навахо. Здесь Малдер находит запрятанный грузовой контейнер с трупами инопланетян-гибридов внутри. В этот момент в резервацию прибывает Курильщик с вооруженными спецназовцами и, заметая следы Синдиката, сжигает контейнер вместе с закрытым в нём агентом Малдером.

### Сезон 3
Индейцы навахо находят раненого Малдера и возвращают его к жизни с помощью мистического ритуала. В это время люди Синдиката преследуют Скалли, чтобы забрать у неё кассету с засекреченной информацией. Вернувшись в штаб-квартиру ФБР, чтобы обратиться за помощью к замдиректора Скиннеру, Дана обнаруживает, что в её тело вшит металлический имплантат, очевидно вживленный во время её похищения. Скиннер идет на сделку с Курильщиком: он согласен отдать ему кассету, если Синдикат оставит агентов в покое. В это время наемные убийцы Синдиката Крайчек и Луис Кардинал убивают сестру Даны Скалли — Мелиссу, приняв её за агента. Чтобы замести следы, Синдикат принимает решение убрать Крайчека, однако тому удается сбежать. Между тем, Малдер и Скалли выясняют из расшифрованных файлов с кассеты информацию об операции «Скрепка», в ходе которой после Второй мировой войны в США в строжайшем секрете были вывезены нацистские врачи-преступники. Малдер подозревает, что здесь, по заданию американского правительства, они работали над созданием гибридов человека и инопланетянина. Обнаружив колоссальный архив с биометрическими данными на сотни миллионов американцев, агент Малдер понимает, что его отец был причастен к грандиозному заговору, а сестра Саманта была похищена не случайно.
Расследуя видеозапись вскрытия инопланетянина, агенты Малдер и Скалли выясняют, что на территории США работает секретная группа японских ученых из «отряда 731». Пока Малдер преследует железнодорожный состав, предположительно перевозящий пришельца в пломбированном вагоне, агент Скалли узнает о проводимых японцами в закрытых лепрозориях бесчеловечных экспериментах по скрещиванию людей и инопланетян. Между тем, запертый в секретном вагоне, Малдер оказывается в смертельной ловушке, однако Икс спасает его. Агент Скалли встречается с группой женщин, утверждающих, что они также являются жертвами похищения, как и сама Скалли, и имеют такие же вживленные имплантаты. Теперь все эти женщины умирают от онкологических заболеваний. Икс рассказывает Скалли, что во время похищения над ней и другими женщинами проводились эксперименты в таком же вагоне, что преследовал агент Малдер. Уолтер Скиннер сообщает Скалли, что расследованию убийства её сестры приказано закрыть «за недостаточностью улик», однако обещает лично разобраться в этом деле.
Во время расследования причин сильнейшего радиационного облучения моряков французского грузового судна, Малдер и Скалли обнаруживают на корабле следы таинственного органического вещества — «черного масла», поднятого со дна Тихого океана. Через морского офицера — знакомого своего отца Скалли выясняет, что схожий инцидент уже происходил на американской подводной лодке после Второй мировой войны, когда капитан был заражен «черным маслом» после того, как лодка натолкнулась на затонувший неопознанный объект. Агент Малдер отправляется в Гонконг, где ему удается арестовать Крайчека, не подозревая, что тот заражен. В это время Скиннер выходит на след Луиса Кардинала — убийцы Мелиссы Скалли, однако тот стреляет в замдиректора. При попытке добить раненого Скиннера Кардинал оказывается арестован агентом Скалли. На вернувшегося из Гонконга Малдера совершают нападение люди Курильщика, пытаясь захватить Крайчека, но тому вновь удается бежать. Поняв, что Крайчек был заражен, Малдер приходит к выводу, что «черное масло» является промежуточной формой инопланетного организма, позволяющей ему перемещаться между телами. По следам Крайчека Малдер и Скалли выходят на заброшенную ракетную шахту, в которой спрятан поднятый со дна океана НЛО, но Курильщик с группой захвата выдворяет агентов с закрытой зоны. «Черное масло» покидает тело Крайчека и вползает в НЛО. Скиннер вскоре поправляется от ранения, однако Луис Кардинал умирает в тюрьме, оборвав ниточки расследования, ведущие к Синдикату.
Синдикат подозревает утечку информации из своих рядов, и решает вычислить и наказать предателя. Тем временем у матери Малдера случается сердечный приступ. С помощью Икса агент выясняет, что к этому каким то образом причастен Курильщик. Спасти умирающую Тину Малдер может лишь загадочный чудотворец Джереми Смит, способный прикосновением руки исцелять людей. Однако Смита ищет не только агент Малдер, но и Курильщик. Скалли узнает, что Смит на самом деле — клон-гибрид, результат экспериментов по скрещиванию инопланетянина и человека. Агентам ФБР удается первыми найти его, но по их следам идет Инопланетный Охотник, цель которого — убить клона. Малдер и Смит скрываются от Охотника и пускаются в бега.

### Сезон 4
Скрываясь от преследующего их Инопланетного Охотника, агент Фокс Малдер и Джереми Смит приезжают в пчеловодческое хозяйство в Канаде, где Малдер видит множество девочек-клонов своей сестры Саманты. Смит сообщает агенту, что эти бессловесные клоны — рабы, отвечающие за разведение пчел-разносчиков инопланетного вируса, подавляющего волю зараженных, делая их легкой целью при грядущей колонизации Земли пришельцами. Здесь Охотник настигает беглецов и убивает Смита, лишая Малдера надежды спасти мать. В это время Скалли с агентом Пендреллом выясняют, что Смит и подобные ему клоны работали над каталогизацией населения США по прививкам от оспы. Тем временем Курильщик заключает соглашение с Инопланетным Охотником, чтобы тот спас жизнь Тине Малдер с помощью своей сверхъестественной целительной силы. Синдикат вычисляет, что утечка информации происходит через Икса, и его убивают. Перед смертью Икс успевает оставить для Малдера контакт другого связного — Мариты Коваррубиас, специального представителя генерального секретаря ООН. С её помощью Малдер узнает, что обнаруженный в международном аэропорте фрагмент метеорита, содержащий в себе «черное масло» происходит из Тунгуски в России. Агент Малдер и Крайчек отправляются в Красноярский край, где их арестовывают местные спецслужбы и привозят в тюремный лагерь, в котором проводятся жестокие эксперименты над людьми с применением «черного масла» для получения вакцины от инопланетного вируса. Малдеру удается сбежать, в то время как Крайчек идет на сотрудничество с начальством лагеря. По его наводке российские спецслужбы посылают в США наемного убийцу Василия Пескова, который избавляется от всех следов причастности русских к зараженным метеоритам.
Вскоре агент Малдер начинает сомневаться в том, что исчезновение его сестры Саманты связано с инопланетянами, а агент Скалли узнает, что больна раком. Выясняется, что другие похищенные подобно Скалли женщины уже скончались от онкологических заболеваний. Исследовав их истории болезни, Малдер понимает, что все они страдали бесплодием и проходили осмотр у одного гинеколога. С помощью «Одиноких стрелков» Малдер проникает в секретную правительственную клинику и встречает в ней клонов-гибридов, которые рассказывают ему, что рождены из яйцеклеток похищенных женщин, в том числе и Даны Скалли. Старый знакомый Малдера, искатель Макс Фенниг собирается доставить ему нечто, способное доказать существование инопланетян, однако его самолёт терпит крушение. Малдер и Скалли выясняют, что к падению причастны власти. Во время перестрелки с убийцей, нанятым для зачистки следов, погибает агент Пендрелл.
Замдиректора Скиннер заключает соглашение с Курильщиком, по которому он помогает ему скрыть улики, ведущие к культивируемому Синдикатом вирусу. В обмен на это Курильщик обещает найти лекарство, способное вылечить агента Скалли от рака. Агент Малдер начинает подозревать, что его настоящий биологический отец — Курильщик, и что это именно он причастен к похищению Саманты. Кроме того, с ним связывается сотрудник Министерства обороны Кричго, который доказывает, что все то, во что верил Малдер все это время — о правительственном заговоре с участием пришельцев — все это ложь, организованная правительством для прикрытия секретных военных разработок. Лишенный веры в дело всей своей жизни, агент Малдер раздавлен и сломлен. На следующей день в его квартире находят тело с обезображенном выстрелом в упор лицом. Агент Скалли опознает в погибшем Фокса Малдера, покончившего с собой.

### Сезон 5
Чтобы избавиться от слежки за собой, агент Малдер инсценирует своё самоубийство. Воспользовавшись карточкой убитого наемника, оказавшегося сотрудником Министерства обороны, он проникает в секретные правительственные архивы в поисках лекарства для Скалли. Синдикат хочет избавиться от Малдера, однако Курильщик убеждает своих соратников, что он сумеет переманить агента на их сторону. Он встречается с Малдером и отдает ему имплантат, вживление которого в тело должно остановить болезнь Скалли. Также он устраивает ему встречу с женщиной, представившейся Самантой Малдер. Саманта сообщает своему брату, что все это время жила и воспитывалась Курильщиком и он ему не враг. Однако Малдер отказывает Курильщику в сотрудничестве. Он также отказывается предать Скиннера и разоблачает «крота» в руководстве ФБР, работающего на Синдикат — начальника отдела Блевинса. Синдикат проводит зачистку для сокрытия следов. Раскрытые Блевинс и Курильщик убиты, однако тела Курильщика при этом не найдено. Тем временем, агент Скалли идет на поправку благодаря имплантату Курильщика.
Агент Скалли находит маленькую девочку Эмили, удивительно похожую на её умершую сестру Мелиссу. Генетическая экспертиза повергает Дану в шок — матерью Эмили оказывается она сама. Малдер считает, что девочка является клоном-гибридом и рождена из яйцеклетки, забранной у Скалли во время её похищения. Таким образом, становится понятно, что все рассказанное Кричго — дезинформация, призванная отвлечь «Секретные материалы» от Синдиката. Для уничтожения девочки посылается Инопланетный Охотник, однако она умирает сама от раковой опухоли в мозгу. Тело девочки исчезает. Агент Малдер тем временем узнает, что его отец также был причастен к секретному правительственному заговору.
Малдер и Скалли встречаются с многократно похищенной пришельцами Кассандрой Спендер, заявляющей, что инопланетяне желают людям лишь добра. Её сын — агент ФБР Джеффри Спендер не желает вмешательства «Секретных материалов» в жизнь своей матери и идет на конфронтацию с Малдером и Скалли. В это время кто-то начинает сжигать заживо людей, связанных с пришельцами — как похищенных ими ранее, так и членов Синдиката. Алекс Крайчек привозит из России разработанную русскими учеными вакцину от инопланетного вируса. Синдикат испытывает вакцину на Марите Коваррубиас, заразившейся «черным маслом». Кассандра Спендер чудом избегает сожжения, но оказывается вновь похищенной. Члены Синдиката узнают, что за массовые сожжения ответственны т. н. «повстанцы» — другая инопланетная раса, восставшая против «колонистов». Синдикат верит, что теперь, когда у них есть вакцина, они могут с помощью «повстанцев» дать отпор пришельцам и остановить их планы по колонизации Земли.
Алекс Крайчек разыскивает выжившего после покушения Курильщика и рассказывает ему об изменившихся обстоятельствах, уговаривая его вновь сотрудничать с Синдикатом. Тем временем Малдер и Скалли занимаются делом о покушении на малолетнего гения Гибсона Прэйза, обладающего телепатическими способностями. За мальчиком ведут охоту «люди в чёрном». Им помогает специальный агент Диана Фоули, давняя знакомая Малдера, в то время как агент Спендер, считающий Малдера и Скалли виновными в исчезновении своей матери, отказывается с ними сотрудничать. Курильщику удается выкрасть Гибсона и передать его Синдикату, который хочет использовать мальчика в своих целях. После провала операции ФБР Министерство юстиции решает закрыть отдел «Секретные материалы». В то же время Курильщик встречается с агентом Спендером и сообщает ему о том, что является его отцом и предлагает своё покровительство. После этого Курильщик уничтожает весь архив «Секретных материалов», оставляя Малдера ни с чем.

### Секретные материалы: Борьба за будущее
Отдел ФБР «Секретные материалы» закрыт, и специальные агенты Малдер и Скалли переведены в отдел по контртерроризму. Во время расследования взрыва здания в Далласе они вновь выходят на след своего давнего противника — Синдиката, который пытается скрыть свою причастность к заражению людей вирусом «черного масла». Агенты обнаруживают в техасской пустыне огромное кукурузное поле с гигантским хранилищем, наполненном пчелами-переносчиками вируса. Скалли оказывается ужалена пчелой и впадает в кому. «Люди в чёрном», замаскированные под врачей забирают её, и стреляют в Малдера.
Раненый Малдер приходит в сознание в больнице, где обнаруживает слежку за собой. С помощью Уолтера Скиннера и «Одиноких стрелков» он уходит от слежки и встречается с «Наманикюренным человеком» — высокопоставленным членом Синдиката. Разочаровавшийся в целях и действиях Синдиката, Наманикюренный дает Малдеру вакцину от инопланетного вируса и координаты местонахождения агента Скалли, после чего погибает от взрывного устройства в своем автомобиле.
Следуя полученным координатам, Малдер отправляется в Антарктиду и обнаруживает скрытый во льдах космический корабль инопланетян. Он находит бессознательную Скалли, вводит ей вакцину и спасает её. Курильщик дает агентам уйти. Космический корабль покидает своё пристанище и улетает. Малдер и Скалли возвращаются в Вашингтон, лишенные доказательств пережитого приключения. Между тем, Синдикат возобновляет свой проект по разведению пчел-переносчиков в пустыне Туниса.

### Сезон 6
ФБР восстанавливает отдел «Секретные материалы», однако отстраняет от него агентов Малдера и Скалли и передает дела агентам Спендеру и Фоули. Малдер и Скалли переходят под кураторство замдиректора Кёрша, который крайне отрицательно относится к их попыткам вернуться к расследованиям «Секретных материалов». Тем временем, Синдикат вводит в организм похищенного ими Гибсона инопланетный вирус, для того, чтобы использовать телепатические способности мальчика в целях охоты на пришельцев. Алекс Крайчек заражает Скиннера контролируемым нановирусом, подчиняя замдиректора своим планам под угрозой смерти.
Курильщик получает информацию, что секретный проект Синдиката, длившийся двадцать пят лет, завершился успешно — им удалось привить человеку инопланетный ген, способный сопротивляться вирусу порабощения. Первым привитым человеком становится его бывшая жена — Кассандра Спендер. Руководители Синдиката считают, что это послужит сигналом к началу скорой колонизации. Они рассматривают вариант присоединения к фракции «повстанцев», чтобы спасти свои жизни, но Курильщик убеждает их следовать старому плану. Кассандра Спендер сообщает Малдеру и Скалли об истинном замысле пришельцев по захвату и колонизации Земли. Проникнув в архив агента Спендера, Малдер и Скалли выясняют личность Курильщика и устанавливают его связь со Спендером. Группа «людей в чёрном», возглавляемая агентом Фоули, которая оказывается наемником Синдиката, похищает Кассандру. Её везут на секретную авиационную базу в Эль-Рико, где должна состояться встреча Синдиката и членов их семей с инопланетянами-колонистами. Марита Коваррубиас сообщает Малдеру о скором начале колонизации. Курильщик встречается с Малдером и подтверждает эту информацию, а также раскрывает цель заговора Синдиката, его договоренности с инопланетными колонистами и роли, которые в этом сыграли он сам и Билл Малдер. В то же время Спендер узнает от Крайчека о той роли, которую сыграл Курильщик в похищении Кассандры и экспериментам, проводимым над ней, что заставляет агента отвернуться от своего отца. Тем временем, «инопланетные повстанцы» начинают одерживать верх над расой пришельцев-колонистов. Они узнают о встрече в Эль-Рико и проникают туда вместо колонистов. Захваченный врасплох Синдикат уничтожается ими практически в полном составе вместе с семьями. Спасти удается лишь знавшим о западне Курильщику, Диане Фоули и Крайчеку.
После известия о гибели своей матери в Эль-Рико вместе с Синдикатом, агент Спендер сдает свои полномочия. Курильщик проникает в его кабинет и убивает сына за измену своему делу. Агенты Малдер и Скалли возвращаются к расследованиям в отдел «Секретные материалы».

## История создания Мифологии

### Разработка концепции
Изначально Крис Картер не собирался развивать главную сюжетную линию вокруг темы с инопланетянами. Эти эпизоды предназначались для раскрытия личной мотивации агента Малдера, пытающегося понять, что случилось с его похищенной сестрой Самантой. Однако, во время работы с текстом, сценаристы заметили, что самыми «личными» становились те эпизоды, которые рассказывают о правительственном заговоре. Тогда было принято решение объединить эти темы, создав тем самым центральную нить повествования, на которую нанизывался весь сюжет.
Таким образом, Мифология родилась из первых же двух эпизодов — пилотного и «Глубокой Глотки», в которых была задана главная интрига — что пришельцы уже давно среди людей, а власти скрывают это. Сам Картер рассматривает концовку эпизода «Глубокая Глотка», как «инициирующее событие», запустившее развитие всей Мифологии. Главная сюжетная линия стартовала с постановки цели агента Малдера — выяснить правду о похищении его сестры. Это послужило основным его мотивом для участия в расследованиях паранормальных явлений и столкнуло с теми, кто эту правду пытается скрыть.

### Создание Мифологии в первых сезонах (1-2 сезоны)
Запущенная в пилотном и втором эпизоде, Мифология первого сезона связана в основном с Глубокой Глоткой — сквозным персонажем сезона, являющимся главным источником информации, через который зритель получал обрывки общей картины тайного заговора Синдиката. На случай, если продюсеры решат не продлевать сериал, авторы придумали финал сезона, в котором подобравшиеся близко к разгадке заговора Малдер и Скалли оказываются переиграны своим могущественным противником: Глубокая Глотка был убит, а отдел «Секретные материалы» закрыт. Подобный финал являлся концептуально законченной концовкой истории с ярко выраженным конспирологическим характером. Однако запущенный в эфир сериал показал высокие рейтинги, и руководство канала приняло решение продлить его на второй сезон. Продолжению сюжета способствовал и открытый по сути конец первого сезона: несмотря на закрытие «Секретных материалов» агенты Малдер и Скалли остались живы, и их линии можно было продолжать развивать.
Решающее влияние на разработку концепции Мифологии оказала беременность Джиллиан Андерсон, случившаяся во время начала работы над вторым сезоном. Фрэнк Спотниц назвал беременность актрисы «лучшим, что могло случиться с сериалом». Чтобы творчески обработать положение Андерсон, авторы задумали сюжетный ход, по которому Скалли рожала ребёнка-инопланетянина. Однако, в итоге был реализован другой сюжетный ход: чтобы снизить нагрузку актрисы во время съёмок, было принято решение временно разлучить персонажей Малдера и Скалли по разным отделам и сосредоточиться на истории Малдера, затем ввести историю с похищением Скалли, а после положить её на некоторое время в кому. Благодаря этому решению участие Джиллиан Андерсон в первой трети второго сезона свелось к минимуму. Освободившееся экранное время Скалли позволило сценаристам ввести в сюжет новых, либо расширить роли уже существующих персонажей. Так в сериале появились персонажи, оказавшие в итоге решающее влияние на развитие всей Мифологии: Уолтер Скиннер (исполнитель — Митч Пиледжи), Икс (исполнитель — Стивен Уильямс), Алекс Крайчек (исполнитель — Николас Лиа). Была существенно расширена роль Курильщика (исполнитель — Уильям Б. Дэвис), который до того являлся своего рода безмолвным символом правительственного заговора, чья роль сводилась к многозначительным взглядам и курению сигарет. Теперь же он становится по сути главным антагонистом сериала, что явилось одним из самых удачных решений за всю историю сериала.
Во время работы над эпизодами «Колония» и «Конец игры», объединённых общим сюжетом, в сериал был введен ещё один циклический персонаж, который становится с этого времени периодическим участником Мифологии «Секретных материалов», появляющимся в каждом последующем сезоне. Этим персонажем стал Инопланетный Охотник (исполнитель — Брайан Томпсон), разработанный Крисом Картером и Фрэнком Спотницем совместно с Дэвидом Духовны. По словам Картера, Духовны пришел к нему и сказал: «Было бы здорово, если бы у нас появился кто-то вроде инопланетного наемного убийцы». Идея была одобрена, и введение Инопланетного Охотника привело всю Мифологию сериала на новую ступень — Малдер впервые сошелся в прямом столкновении с представителем внеземной цивилизации, а зрителю представили историю о секретных генетических экспериментах по созданию гибрида человека и инопланетянина. Впоследствии эта линия станет кульминационной в истории всего заговора Синдиката.

### Развитие Мифологии в середине сериала (3-5 сезоны)
Развитие Мифологии в середине сериала (3-5 сезоны) продолжило углублять тему инопланетного вмешательства и правительственного заговора. В этих сезонах были представлены ключевые элементы, которые расширили вселенную «Секретных материалов» и усилили драматизм сюжета.
Третий сезон начался с того, что Малдер и Скалли пытаются восстановить работу отдела «Секретные материалы», закрытого в конце второго сезона. В это время в сериале появляется новый персонаж — Мелвин Фроги, который становится важным союзником агентов в их поисках истины. Эпизоды, такие как «Бумажные клипсы» и «НЛО над Штатом Пенсильвания», раскрывают более глубокие слои заговора и взаимодействие с инопланетянами.
Четвёртый сезон углубляет мифологию, вводя концепцию «черного масла» — паразитического инопланетного вируса, способного контролировать человеческий разум. Это открывает новую главу в истории Синдиката и их планов по созданию гибридов человека и инопланетянина. В эпизодах «Тунгуска» и «Терма» зрители видят, как Малдер и Скалли борются с глобальной угрозой, которая может изменить будущее всего человечества.
Пятый сезон продолжает развивать идеи предыдущих сезонов, добавляя новые элементы, такие как инопланетные камни и более сложные сюжетные линии, связанные с прошлым персонажей. В эпизоде «Истоки» раскрывается прошлое Синдиката и их первоначальные контакты с инопланетянами. Сезон завершается эпизодом «Конец игры», где Малдер и Скалли сталкиваются с самой большой угрозой до сих пор — предательством внутри самого Синдиката.
В целом, сезоны 3-5 расширили мифологию «Секретных материалов», добавив сложности и глубины в центральный сюжет сериала, делая его ещё более захватывающим и непредсказуемым для зрителей.